# 大脐圆扁螺
大脐圆扁螺（学名：Intha umibilicalis），又名平扁蜷，为扁蜷科之下的一個會呼吸空氣的淡水螺物種。本物種是淡水生的有肺類支序腹足綱軟體動物物種，舊屬平扁蜷屬（圆扁螺属），今屬Intha屬。

## 分佈

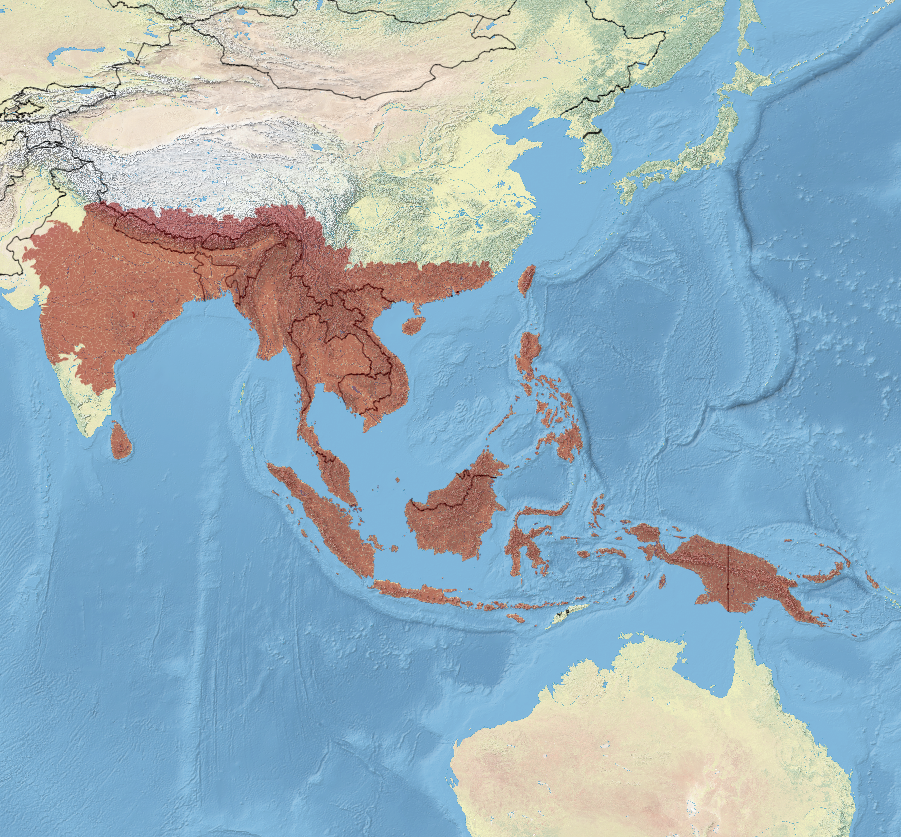
𪱻

分布于印度、菲律宾及东南亚一些国家、台湾岛以及中国大陆的安徽、江苏、浙江、福建、广东、广西、云南、山西、湖南、湖北、四川、贵州等地，主要生活于小溪、沼泽地区、稻田、池塘以及灌溉沟渠。
根據IUCN 2010，本物種見於下列各地區：
- 斯里蘭卡
- 印度（英语：List of non-marine molluscs of India）見於以下各邦：Andhra Pradesh, Assam, Bihar, Delhi, Jammu-Kashmir, Madhya Pradesh, Maharashtra, Manipur, Orissa, Rajasthan, Uttaranchal, Uttar Pradesh, 西孟加拉邦[1]
- Nepal
- Bangladesh
- China
- Taiwan
- Myanmar
- Cambodia
- Laos
- Thailand
- Vietnam
- Malaysia
- Indonesia
- Philippines
- Papua New Guinea[1]

## 生態
寄居於本物種的寄生蟲計有：
- 布氏姜片吸虫 Fasciolopsis buski[1]
- 衛氏肺吸蟲 Paragonimus westermani[1]
- 拟人腹盘吸虫 Gastrodiscoides hominis[1]
- Cercaria helicorbisi[1]